# Абдулла Аббас
Абдулла Аббас (справжнє прізвище, ім'я та по-батькові — Аджалов Аббас Абдуллаогли (Acaloǧlu Abbas Abdulla Оǧlu) — (12 травня 1940, с. Болус-Кепенекчі, нині — Квемо-Болнісі, Болніський муніципалітет, край Квемо-Картлі, республіка Грузія — 4 вересня 2019) — азербайджанський поет, літературознавець, перекладач-україніст, критик, громадський і політичний діяч. Член спілки письменників Азербайджану.

## Життєпис
1963 року закінчив Бакинський державний університет.
У 1964—1965 роках стажувався у відділі шевченкознавства Інституту літератури імені Тараса Шевченка АН УРСР.
З 1987 року — головний редактор літературного журналу «Улдуз» («Зірка»).
Від 1991 року — секретар правління Спілки письменників Азербайджану.
Брав активну участь у національно-визвольному русі, входив до організаційного комітету Народного фронту Азербайджану (НФА), обирався до Верховного Меджлісу НФА.
1992—1997 роки — генеральний консул Азербайджанської Республіки в Туреччині. Після повернення очолив відділ закордонних зв'язків Спілки письменників Азербайджану.
Від 1998 року — викладач україністики в Азербайджанському університеті.

## Творчість
Він — автор поетичних збірок: «Ата jурду» («Отчий поріг», 1970), «Ағлы-гаралы дүнjа» («Чорно-білий світ», 1980), «Үзү дан jеринә» («Обличчям до світанку», 1984), «Сонсузлуға кедән карван» («Караван, що йде у вічність», 1987; усі — Баку), «Ше'рләр» («Поезії», Стамбул, 1996). До другої і третьої з названих збірок увійшли цикли віршів «Українські візерунки». 
Поряд з поетичною творчістю прославився як літературний критик і перекладач. В монографії «Азәрбаjҷан–Украjна әдәби әлагәләри» («Азербайджансько-українські літературні зв'язки») (1982) дослідив взаємини азербайджанської та української літератур 1840—1940 рр. Також публікував дослідження з азербайджанської шевченкіани, дореволюційної діяльності українського товариства «Просвіта» («Просвіта») в Баку. 
Переклав азейбарджанською поему Тараса Шевченка «Кавказ» (1973). Вивченню спадщини Шевченка та популяризації його творів в Азербайджані присвятив статті «Шевченківські дні в Азербайджані (1905—1920)» (1961), «Перші радянські переклади Шевченка азербайджанською мовою» (1971) та ін.
Як перекладач та упорядник підготував у перекладах дві антології сучасної української поезії: «Баjраг вә ҝүнәш» («Знамено і сонце») (1978), «Көрпүләр» («Мости»), книгу української прози «Алтын буғда» («Золота пшениця») (всі — 1979).
В його перекладах вийшла класика української літератури: «Наталка Полтавка» І. Котляревського, «Думи мої, думи мої» Тараса Шевченка, «Русалка» Лесі Українки, «Жага» М. Рильського, «Протуберанці серця», «Вірші і поеми» І. Драча.
Українською його перекладали: П. Мовчан, Д. Павличко, П. Перебийніс, М.Мірошниченко та ін.
1984 р. він удостоєний української літературної премії ім. Максима Рильського.
Абдулла Аббас — учасник щорічних Днів літератури і мистецтва Азербайджанської РСР в Україні (вересень 1978), свят поезії Т. Шевченка «В сім'ї вольній, новій», ювілейних урочистостей, присвячених Лесі Українці, І. Франкові, М. Рильському та ін.